# لويجيز مانشن: دارك مون
لويجيز مانشن: دارك مون (بالإنجليزية: Luigi's Mansion: Dark Moon)‏ أو قصر لويجي: القمر المظلم، هي لعبة فيديو من سلسلات ألعاب سوبر ماريو أنتجتها نينتندو. وفي هذه اللعبة يكون اللعب بشخصية لويجي اللذي يتميز بخوفه وفزعه من الأشباح لكي يغامر في القصر المسكون والذي خربته وحطمته الوحوش الشريرة المشاكسة وحينما يدخل لويجي هذا القصر يحاربهم ويحاول شفطهم بمصيدة الأشباح اللتي أعطاها أياه البروفيسور، وأنواع الأشباح كثيرة في هذه اللعبة فمنهم الشبح الأخضر المشاكس والشبح الأحمر الغاضب وغيرها من الأشباح. وفي هذه اللعبة على لويجي تنفيذ المهمات اللتي يطلبها البروفيسور منه وأيضاً في هذه اللعبة يوجد الكثير من الأبواب الموصدة بحيث أن على لويجي العثور عليها وكلما فتح لويجي باباً يذوب المفتاح فيرتعب لويجي بشدة.

## وصلات خارجية
- لويجيز مانشن: دارك مون على موقع IMDb (الإنجليزية)

- لويجي مانشن:دارك موون ماريو ويكي